# Warnacari II
Warnacari II o Garnier II (mort el 626 o 628) fou un aristòcrata franc de l'època merovíngia, majordom de palau del Regne de Borgonya del 612 a la seva mort, i breument del regne d'Austràsia el 613.

## Biografia
Warnacari es va casar amb una filla de Clotari II, Berta. Va començar la seva carrera durant la minoria de Teodoric II, rei de Borgonya a partir del 595, quan tenia la regència Brunequilda (Brunehaut), àvia del rei. Va esdevenir majordom de palau el 612, just després de la reunificació de l'Austràsia i de Borgonya, a conseqüència de la mort de Teodobert II, rei d'Austràsia.
Teodoric va morir poc després, i a l'adveniment del jove Sigebert II, desconfiant de la influència que sobre ell exercia Brunequilda, que tenia una política centralitzadora, Warnacari va agafar la direcció del moviment de rebel·lió dels grans de Borgonya contra ella (613) i va fer aliança amb el rei de Nèustria Clotari II, al que va deixar envair Borgonya i Austràsia i executar a Brunequilda, Sigebert i el seu germà Corb.
Clotari va reeixir així en reunificar el regnum francorum, i Warnacari va ser breument majordom d'Austràsia i va continuar assegurant la majordomia del palau de Borgonya fins a la seva mort el 626 (o 628, any en què hauria convocat un concili dels bisbes borgonyons).
Va deixar un fill, Godí, que es va casar amb la seva segona esposa.